# تسوایمن
تسوایمن (به آلمانی: Zweimen) یک منطقهٔ مسکونی در آلمان است که در لوینا واقع شده‌است. تسوایمن ۳۲۳ نفر جمعیت دارد.